# Эстафета огня Европейских игр 2015
Эстафета огня Европейских игр 2015 началась 26 апреля 2015 года и завершилась в начале I Европейских игр, которые проходят в Баку, 12 июня 2015 года. Тур проходил на территории Азербайджана. В соответствии с олимпийской традицией, эстафета началась в храме огня — Атешгях, а затем, в течение 47 дней пронеслась по всем уголкам Азербайджана, и на церемонии открытия игр был доставлен на Олимпийский стадион Баку.
К эстафете привлечены более 1000 факелоносцев, а предусматривается проведение «Фестиваля огня» в каждом регионе. По земле факел перевозился автобусом, фуникулёром, велосипедом, под землей — в бакинском метро, по воде — на катере, а в воздухе — самолётом.
8 июня факел проносился по спортивным аренам Баку, а 9 июня — по исторической его части, крепости Ичери-шехер. 10 июня был последним днем факельной программы. До прибытия в Баку, факел преодолел расстояние почти в 5500 километров.

## Организация

### Церемония зажжения факела
Традиционная церемония получения огня состоялась 26 апреля 2015 года в храме огня «Атешгях» XVII — XVIII вв., некогда являвшегося индийским храмом огнепоклонников, где паломники из Индии поклонялись не угасающему огню, горящим выходам природного газа. Храм возник на освященном традицией месте, издавна славившемся своими «вечными огнями». Ныне — это музей под открытым небом.
В церемонии зажжения факела приняли участие президент Азербайджана Ильхам Алиев, его супруга, председатель Организационного комитета первых Европейских игр Мехрибан Алиева, члены их семьи и президент Европейского олимпийского комитета Патрик Хикки. Выступив с речью, Ильхам Алиев в сопровождении председателя Мехрибан Алиевой и Патрика Хикки вошёл в храм и зажег факел игр. Позже он передал факел первому факелоносцу Европейских игр «Баку-2015» — олимпийской чемпионке Рафиге Шабановой. На следующий день утром Шабанова вместе с факелом прибыла в аэропорт города Нахичевань. Таким образом, началось путешествие факела первых Европейских игр.

### Ход эстафеты

#### Нахичевань
27 апреля факел I Европейских игр прибыл в город Нахичевань, в связи с чем в городе состоялось торжественное мероприятие. Была организована эстафета факела, во время которой 11 человек доставили его на площадь Гейдара Алиева. Первым факелоносцем стала Ханым Худаданова, член сборной Нахичеванской Автономной Республики по волейболу, принявшая факел из рук Рафиги Шабановой. За ней, соответственно, Гюльханым Джалилова, Сакина Ибрагимова, Фарида Ханифаева, Тамерлан Абдуллаев, Турал Гезалов, Сахиль Русанов, Кянан Асадов, Ибрагим Мусаев, Афган Мусаев, Полад Алиев, которые, в общей сложности, пробежали 4,1 километра. После этого на площади Гейдара Алиева был проведен Фестиваль Огня, повествующий об истории почитания огня в Азербайджане.

#### Южные районы страны

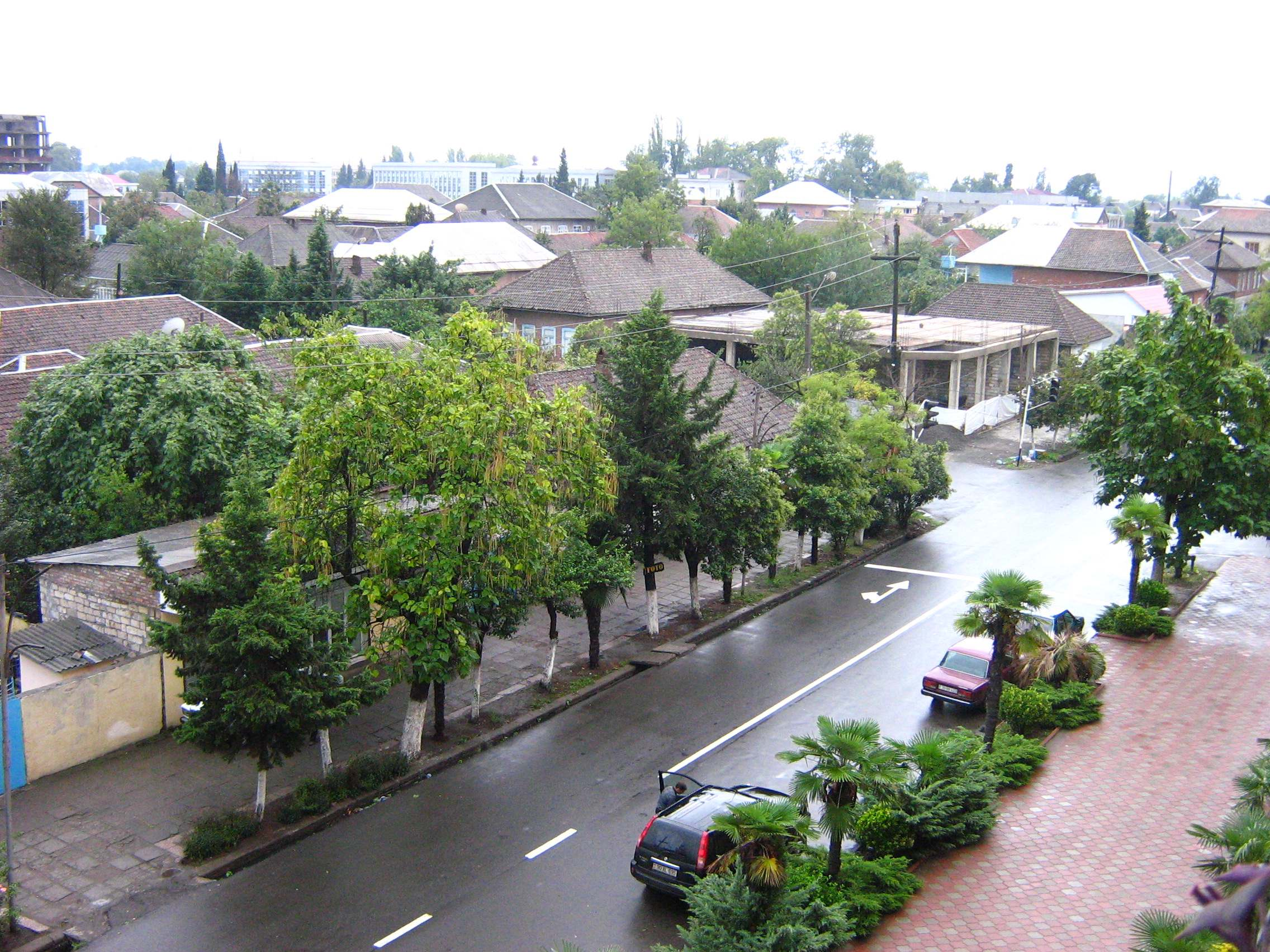
Вид на город Ленкорань, куда факел был доставлен 29 апреля

29 апреля факел первых игр был доставлен из Нахчыванской Автономной Республики в Ленкорань. Перед символическими воротами Фестиваля Огня факел принял чемпион мира по греко-римской борьбе 1997 года, чемпион Европы 1999 года, мастер спорта международного класса Парвиз Гасымзаде. Начавшуюся на Площади флага эстафету продолжили 14 ленкоранских факелоносцев, доставив факел в парк Гейдара Алиева. На сцену, установленную в парке, факел подняла тренер по лёгкой атлетике Малахат Тагиева.
1 мая факел из Ленкорани прибыл в Лерик, где продолжил эстафету, в которой приняли участие тяжелоатлет Рафик Алиев, спортивный врач Натик Исадов, тренеры Заур Сафаров (таэквондо), Джавид Сейфуллаев (греко-римская борьба), ветеран спорта, археолог Балали Рзаев, общественные активисты Самир Салаев, Замик Ахадов и Мубариз Мурадов, специалисты по физкультуре и спорту Эльшан Агаев и Ильхам Зульфиев.  Из Лерика факел отправился в Астару. Здесь в эстафете участвовали чемпионы Азербайджана по легкой атлетике Ильхам Садыхзаде, Марзия Мамедова и Ариф Гейбиев, тренеры по вольной борьбе Магеррам Агаев и Гахраман Ахмедов, гандболистка Башира Алиева, боксёр Ульви Ганбаров, волейболист Анар Гуламов, молодая активистка Айтадж Тагизаде и судья международной категории, тренер Фикрет Гафаров.
2 мая факел Европейских игр был доставлен в Ярдымлы, где у въездных ворот состоялась церемония встречи факела. Здесь факел принял чемпион Азербайджана по каратэ Расиф Мамизаде. Затем 10 факелоносцев начали забег от символических ворот игр на дистанцию 1,2 километра. Передвигаясь по проспекту Гейдара Алиева, спортсмены доставили его к Центру Гейдара Алиева, где факел зажёг чемпион Азербайджана по каратэ Амид Джавадов. После факел был доставлен в Масаллинский район, где перед Олимпийско-спортивным комплексом города Масаллы состоялась церемония встречи факела. Поднявшись на сцену, серебряный призёр чемпионата мира и бронзовый призёр чемпионата Европы, многократный чемпион Азербайджана по самбо и дзюдо Хикмет Алышов зажег факел игр. 
3 мая факел из Масаллы был доставлен в Билясувар, где его приняла молодёжная активистка Сабина Гусейнова. Затем состоялась эстафета из десяти факелоносцев, которые добежали до площади имени Гейдара Алиева. Здесь чемпион Азербайджана по кикбоксингу, главный тренер сборной Азербайджана по кикбоксингу Эхтирам Меджидов поднял факел на сцену. В этот же день факел отправился в Джалильабад, у въездных ворот которого состоялась церемония встречи факела игр. Серебряный призёр чемпионата мира по боксу среди юниоров Исмаил Гусейнов принял факел у символических ворот Европейских игр. Затем эстафету продолжили 10 джалилабадцев, которые, преодолев 4 километра, достигли Парка Гейдара Алиева. Здесь член сборной района по футболу Эльчин Гусейнов, поднявшись на установленную здесь сцену, зажег символическую лампу игр, которая была представлена общественности студенткой Гюльшан Наджафовой.

#### Аранская зона
После Джалилабадского района 4 мая факел был доставлен в Салян. У символических ворот игр факел принял тренер по кикбоксингу Рахиль Искендеров. Затем 10 факелоносцев, передавая факел по эстафете друг другу, преодолели расстояние в 3,2 километра и доставили факел в парк имени Гейдара Алиева, где студент Азербайджанского государственного института физической культуры Джавид Гулиев поднял факел на сцену и зажёг огонь. В этот же день факел прибыл в Нефтчалу. Его принял работник культуры Джейхун Мехдиев, ветеран Карабахской войны. В Нефтчале в эстафете приняли участие преподаватель физкультуры Улькер Ибрагимова, школьница Саяра Самедзаде, работник культуры Кямран Асадов, победитель чемпионата страны по боксу среди молодёжи Эльмар Аббасов и финалист этих соревнований Гасанага Гасанов, тренер по боксу Хаял Мустафаев, тренеры футбольного клуба «Нефтчала» Мехман Ибрагимов и Фахраддин Мурветов. Доставивший факел на Площадь флага последний факелоносец, футбольный тренер Дилавер Ягубов поднялся на сцену и зажёг лампу, которая была передана городу на хранение до окончания игр.

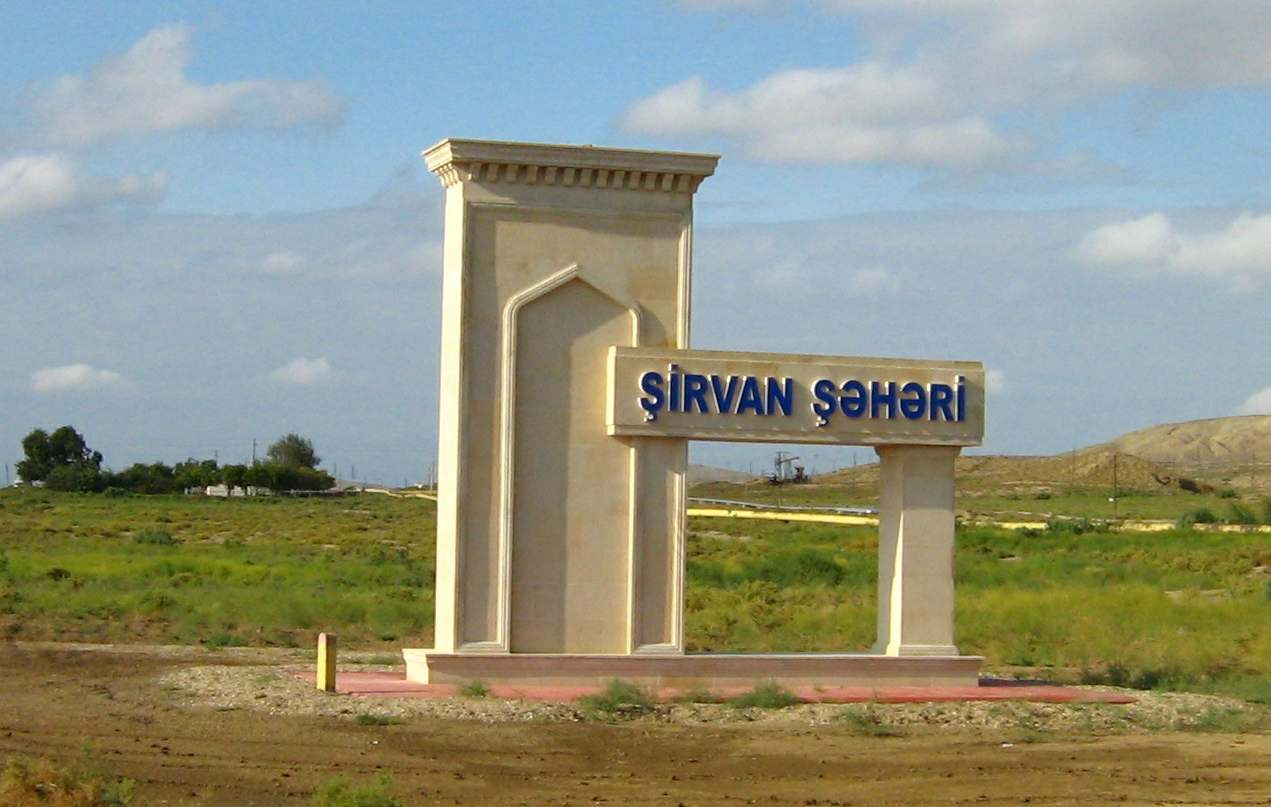
У въезда в город Ширван, куда был доставлен факел 5 мая

5 мая факел из Нефтчалы был доставлен в Ширван. У символических ворот факел принял преподаватель танцевального кружка Управления культуры города Ширван Джавид Зияди. После 10 факелоносцев, передавая факел друг другу, преодолели расстояние в 3,8 километра и доставили факел на площадь Гейдара Алиева. Здесь замдиректора по воспитательной работе средней школы №12 города Ширван Айдын Алиев поднял факел на сцену и зажёг символическую лампу. В этот же день факел прибыл в Аджигабул, где его принял школьник средней школы № 5 Али Рустамов. Заьем, 10 факелоносцев, передавая факел друг другу, преодолели расстояние в 3,9 километра и доставили факел на центральную площадь города, где тренер по каратэ-кобудо Эльнур Шафиев поднял факел на сцену и зажёг символическую лампу.
6 мая факел из Аджигабульского района прибыл в Саатлы, у въезда которого, его принял ученик средней школы села Ахмедбейли Саатлинского района, футболист Миргияс Гиясов. Затем 10 факелоносцев, передавая факел друг другу, преодолели расстояние в 2,9 километра и доставили его на площадь имени Гейдара Алиева. Здесь учитель средней школы села Алисолтанлы Вугар Намазов поднял факел на сцену и зажёг огонь символической лампы. После Саатлинского района факел первых Европейских игр был доставлен в Сабирабад, у символических ворот которого его принял президент Федерации панкратиона Азербайджана, профессиональный спортсмен Азад Аскеров. Затем, передавая по очереди друг другу факел на дистанции 3,9 километра, спортсмены доставили его на площадь Гейдара Алиева, где пехлеван Амид Бабаев зажег огонь игр в Сабирабаде.
7 мая факел встретили в Имишли. Здесь его принял сотрудник Имишлинского сахарного завода Мамед Абыев. Затем стартовал пробег 10 факелоносцев на дистанцию 4,1 километра и факел прибыл в парк имени Гейдара Алиева, где чемпион Европы по рукопашному бою Гадир Джафаров зажег лампу игр, передав её на хранение в Центр Гейдара Алиева до окончания соревнований.

#### Горадиз
7 мая из Имишли факел был доставлен в город Горадиз, расположенный на линии фронта. У въезда в город факел принял преподаватель средней школы села Газахлар Физулинского района Атамоглан Гахраманов. Затем началась эстафета, на которой приняли участие 10 учителей физкультуры общеобразовательных школ района, которые прибыли в Парк Героев, расположенный недалеко от Площади Государственного флага. Поднявшийся на установленную на площади сцену последний факелоносец, учитель физкультуры полной средней школы номер 3 города Горадиз Ровшан Алескеров зажег огонь. Затем была зажжена и символическая лампа игр.

#### Баку
В Баку факел был доставлен 7 июня из Нефтяных Камней на причале «Садко», и в Приморском национальном парке Баку из рук нефтяника Нахида Нуриева его принял президент Азербайджанской Республики Ильхам Алиев. Затем президент передал факел первых Европейских игр ветерану Великой Отечественной войны Фатьме Саттаровой. Таким образом, началась Бакинская эстафета факела первых Европейских игр. Факелоносцами были народный артист страны Ариф Бабаев, председатель Организационного комитета игр Мехрибан Алиева, заслуженный артист Исфар Сарабский, вице-президент Фонда Гейдара Алиева Лейла Алиева, чемпиона Европы по вольной борьбе и чемпиона II Юношеских Летних олимпийских игр Игбал Гаджизаде, Арзу Алиева, чемпион мира и Европы по вольной борьбе Гаджи Алиев, сын президента Гейдар Алиев. Эстафета факелоносцев, которые передавали друг другу факел «Баку-2015», пройдя через площадь Государственного флага и «Baku Crystal Hall», доставила его к Девичьей башне, где он будет храниться ночами до церемонии открытия. Здесь факел был принят у последнего участника эстафеты — вице-президента Федерации борьбы Азербайджана, олимпийского чемпиона Намига Абдуллаева. В целом по городу факел был пронесен 100 факелоносцами на расстояние 16 километров.
8 июня факел Евроигр побывал на спортивных объектах, где будут проведены соревнования. Рано утром факел был доставлен на территорию Велопарка, в котором пройдут соревнования по велоспорту-БМХ. Факел принял главный продюсер интеллектуальной игры «Что? Где? Когда?» по Азербайджану Балаш Касумов. Позже факел был доставлен в Бакинский дворец водных видов спорта. Факелоносцами здесь были члены национальной сборной команды Азербайджана по синхронному плаванию Татьяна Никитина и Екатерина Валиулина. Следующей остановкой факела стала Баскетбольная арена в Парке Европейских игр, где факел зажег баскетболист-ветеран Эльхан Алиев. В парке для горного велосипеда в роли факелоносца выступил председатель Молодёжного объединения партии «Ени Азербайджан» Сеймур Оруджев. На пляже в Бильгях, где пройдут соревнования по триатлону, факел пронёс звездный посланник первых Европейских игр «Баку-2015» Таир Иманов. Двукратный призёр Олимпийских игр, чемпионка мира и Европы, борец Мария Стадник доставила факел во Дворец спорта имени Гейдара Алиева. Следующей остановкой факела стала Национальная гимнастическая арена, где двукратная чемпионка Азербайджана по художественной гимнастике, бронзовый призёр чемпионата Европы Марина Дурунда исполнила показательные выступления с факелом. После факел был доставлен на Республиканский стадион имени Тофика Бахрамова, где будут проведены соревнования по стрельбе из лука. Факелоносцем на стадионе был председатель Национального совета молодёжных организаций Азербайджанской Республики Шахин Сеидзаде. Затем факел был доставлен в Бакинский кристальный зал, где пройдут соревнования по волейболу, боксу, фехтованию, таэквондо и карате. Факелоносцем на этой спортивной арене был бронзовый призёр Олимпийских игр в Лондоне, двукратный чемпион мира и Европы, боксёр Магомедрасул Меджидов.
9 июня от Flame Towers стартовала факельная эстафета в исторической части Баку Ичери-шехере. Сначала, факел в сопровождении альпиниста Рената Рагимханова был спущен вниз с самой высокой точки Flame Towers, после был доставлен в Ичери-шехер, где эстафета стартовала на улице Кичик Гала. Факел был пронесён по улице Кичик Гала к площади Гоша гала гапысы, а оттуда по улице Гулля, пройдя близ караван-сараев «Бухара» и «Мултаны», доставлен на площадь Девичьей башни. Затем факел пронесли по улице Асафа Зейналлы, через «Центр традиционного искусства Ичеришехер» по улице Бёюк Гала, через мечеть Мухаммеда, а также по историческим улицам и переулкам Ичери-шехер. Здесь эстафета огня завершилась во Дворце ширваншахов. Факелоносцами в Ичери-шехер были олимпийский чемпион Фарид Мансуров, народный артист Фаиг Агаев, олимпийский чемпион по дзюдо Эльнур Мамедли, атлет-ветеран Аббас Азимов, актёр Бахрам Багирзаде, чемпион мира и Европы Гасан Алиев, волейболистка Алла Гасанова, народный артист, дирижёр Ялчин Адыгезалов, народный артист музыкант Энвер Садыгов, народная артистка актриса Шафига Мамедова, председатель Координационной комиссии МОК Спирос Карпалос и звездный посол Баку 2015, певица Тунзаля Агаева.
10 июня факел прибыл в Национальный музей искусств, где его нёс председатель Союза художников Азербайджана, народный художник страны Фархад Халилов. Затем огонь прибыл в Центр Гейдара Алиева, где его пронёс ректор Азербайджанской государственной академии художеств, народный художник Азербайджана, академик Омар Эльдаров. В течение дня факел был доставлен в Музей азербайджанской литературы имени Низами Гянджеви, Азербайджанскую государственную филармонию и Центр современного искусства YARAT.
11 июня факел был доставлен в главный офис Операционного Комитета «Баку-2015» (BEGOC), где его нёс генеральный директор по операциям BEGOC  Саймон Клегг. Затем факел был доставлен из главного офиса BEGOC в Деревню атлетов. Вечером же факел был доставлен в Приморский национальный парк и отправлен с причала Садко.
12 июня на церемонию открытия игр факел доставил Ильхам Закиев в сопровождении Саида Гулиева. Зажгли огонь актёры Наргиз Насирзаде, игравшая роль девушки, и Айдемир Айдемиров, сыгравший юношу.

## Факел
Высота факела составляет 660 миллиметров, а его ствол напоминает гранатовое дерево, присутствующее на логотипе игр. Медный наконечник, который предусмотрен защищать огонь, имеет форму граната, 50 зернышек которого символизируют число стран, участвующих на играх.
В каждом городе, куда доставляется факел, зажигается символическая лампа игр, которая будет храниться в районе до окончания игр как символ «Баку-2015».

## Маршрут
| Дата | Карта |
| --- | --- |
| 26 апреля (день 1): Атешгях 27 апреля (день 2): Нахичевань 29 апреля (день 4): Ленкорань 1 мая (день 6): Лерик 1 мая (день 6): Астара 2 мая (день 7): Ярдымлы 2 мая (день 7): Масаллы 3 мая (день 8): Билясувар 3 мая (день 8): Джалильабад 4 мая (день 9): Салян 4 мая (день 9): Нефтечала 5 мая (день 10): Ширван 5 мая (день 10): Аджигабул 6 мая (день 11): Саатлы 6 мая (день 11): Сабирабад 7 мая (день 12): Имишли 7 мая (день 12): Горадиз | 1 2 3 4 5 6 7 8 9 10 11 12 13 14 15 16 17 18 19 20 21 22 23 24 25 26 27 28 29 30 31 32 33 34 35 36 37 38 39 40 41 42 43 44 45 46 47 48 49 50 51 52 53 54 55 56 57 58 59 60 61 — место зажжения огня · — фестиваль огня · — церемония приветствия огня · — прибытие огня в Баку |